# J.Bingipura, Anekal
J.Bingipura là một làng thuộc tehsil Anekal, huyện Bangalore Urban, bang Karnataka, Ấn Độ.